# Sant Pere de Montcalb
Sant Pere de Montcalb és una església romànica del municipi de Guixers, a la comarca del Solsonès. És un monument protegit com a Bé Cultural d'Interès Local

## Situació
L'església es troba al nucli de Montcalb, entitat de població de Guixers. S'hi accedeix fàcilment per la carretera asfaltada i ben senyalitzada que surt al km. 20,8 (42° 7′ 6.96″ N, 1° 41′ 47.66″ E / 42.1186000°N,1.6965722°E) de la carretera de Berga a Sant Llorenç de Morunys, a la dreta, i arriba fins a Montcalb en 8 km després d'haver passat per Bancells, Sisquer, Fontanella, el Pla i Santa Magdalena del Collell.

## Descripció

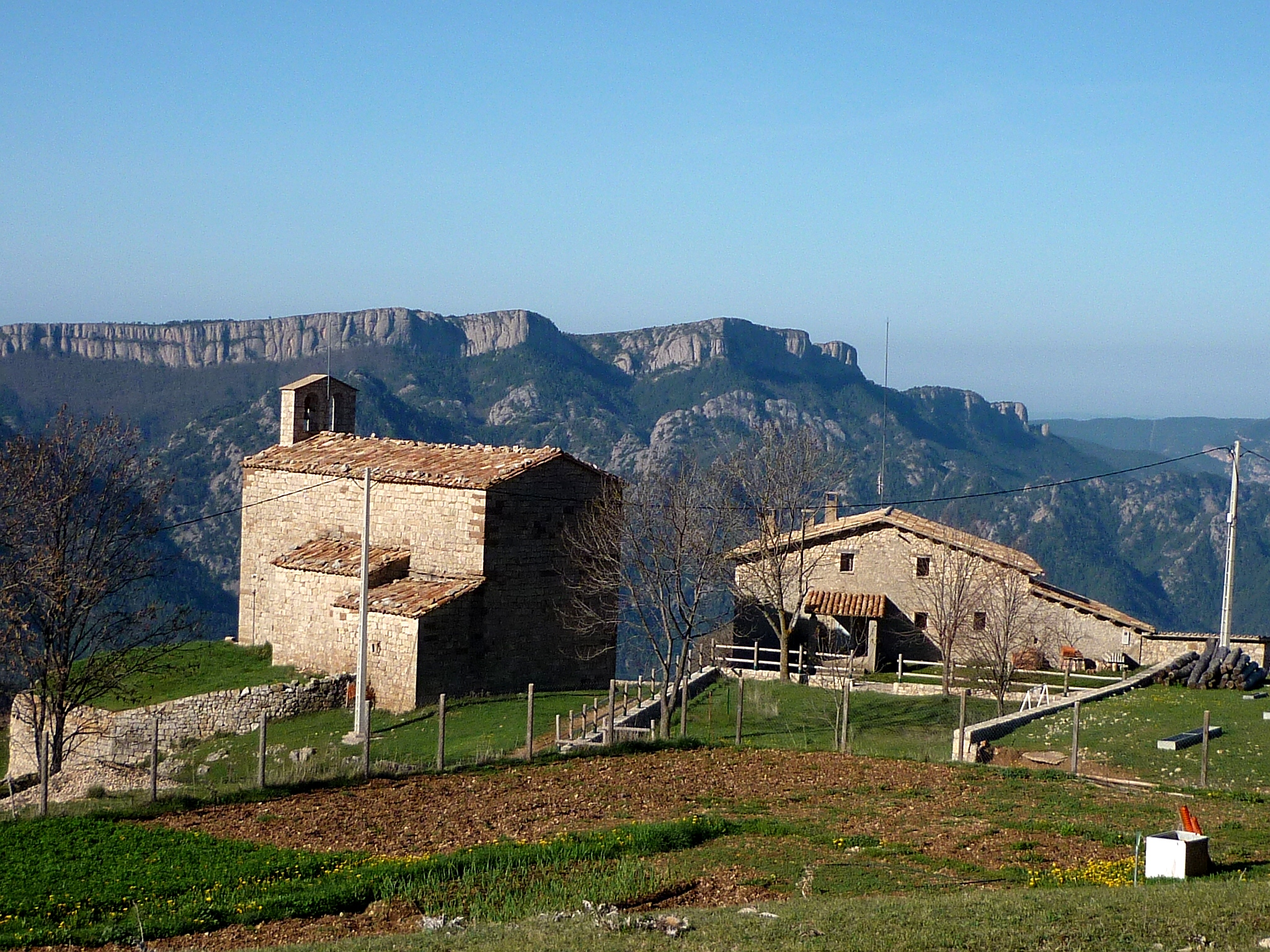
L'església amb Busa al fons

Montcalb és un poble situat a 1420 metres d'altitud, damunt la serra de Montcalb, contrafort meridional de la serra d'Ensija, que separa les conques de l'aigua de Valls i de l'aigua de Llinars (capçalera de l'aigua d'Ora). La nau de l'església, orientada al nord, és rectangular i està enguixada al seu interior. L'estat interior és dolent i no té absis. A l'esquerra de l'església hi ha un edifici mig enrunat adossat a l'església. Segons uns veïns de l'indret és la rectoria que mai es va acabar de construir.

## Notícies històriques
Situada a la Vall de Lord, segurament dins de l'antic terme de Sisquer, tingué durant un temps la consideració de parròquia, però aviat la perdé i quedà com a sufragània de la de Sisquer. És una de les esglésies de Sant Llorenç de Morunys a la vall del Lord. No figura al capbreu de parròquies establertes pel Comte Guifré i el bisbe Galderic d'Urgell (872-878) a la vall del Lord, senyal que en aquell moment no tenia la consideració de parròquia. Consta amb aquesta funció als segles X-XI segons l'apòcrifa acta de la Seu d'Urgell on apareix amb el nom de "Montecalvo". Des del 1040 es constata la dependència del Monestir de Sant Llorenç segons l'acta de l'església del monestir de Sant Serni de Tavèrnoles, de la qual depenia el de Sant Llorenç de Morunys. Les funcions parroquials les perdé aviat, ja que no hi ha constància al segle xiv (1312-1314). Deuria ser aleshores sufragània del Sisquer. Avui està vinculada a la parròquia de la Vall de Llinars.